# Christoph Stoltzenberg
Christoph Stoltzenberg (* 21. Februar 1690 in Wertheim; † 11. Juni 1764 in Regensburg) war ein deutscher Komponist. 

## Leben
Christoph Stoltzenberg (auch Stolzenberg geschrieben) besuchte 1701 die Schule zum Heiligen Geist in Nürnberg. Er zog 1703 zu seinen Schwestern nach Worms und setzte dort seine Ausbildung fort. Ab 1706 besuchte er das Gymnasium in Frankfurt am Main, wo er Klavier- und Violinenunterricht erhielt und als Chorsänger eingesetzt wurde. Stoltzenberg kehrte 1708 nach Nürnberg zurück. Es folgte ein einjähriger Aufenthalt bei seinem Bruder in Hamburg. Die Rückreise 1709 ging über Lüneburg, Dresden, Böhmen und Mähren bis Salzburg, dann nach Nürnberg über Regensburg und Altdorf.
In Nürnberg begann Stoltzenberg 1710 Musikstudien bei Nikolaus Deinl. Er bewarb sich 1711 erfolgreich um die Kantorenstelle in Sulzbach. Er heiratete die Bürgermeisterstochter Kunigunda Wuttig. Mit ihr hatte er zwei Töchter und einen Sohn. Der Rat der Stadt Regensburg bestellte ihn 1714 zum Kantor am Gymnasium poeticum und zum Kirchenmusikdirektor der Neupfarr-, der Oswald- und der Dreieinigkeitskirche.
Nach dem Tod seiner Ehefrau 1717 heiratete Stoltzenberg die Pfarrerstochter Christiana Anna Thillens, mit der er acht Töchter und drei Söhne hatte. Er erwarb 1719 das Regensburger Bürgerrecht.
Er starb unerwartet am 11. Juni 1764. Seine zweite Frau überlebte ihn um 14 Jahre. Sein Sohn Ehrenreich Carl folgte ihm im Kantorenamt.

## Ehrungen
In seinen Wirkungsstätten Sulzbach-Rosenberg und Regensburg gibt es eine Stolzenbergstraße. 
Der Naturforscher, Erfinder und Pfarrer Jacob Christian Schäffer widmete sein Buch „Erläuterte Vorschläge zur Ausbesserung und Förderung der Naturwissenschaft“ (Regensburg, 2. Auflage 1764, verlegt  bei Johann Leopold Montag), Christoph Stolzenberg, „dem bestverdientem allgemein geliebtem und geehrtem fünfzigjährigen Lehrer (...)“.

## Werke
Das heute bekannte Werk Stoltzenbergs wurde in weiten Teilen von Jürgen-Peter Schindler neuentdeckt, erschlossen, publiziert und eingespielt. Es besteht insbesondere aus sieben Kantatenjahrgängen, nämlich von 1711, 1714, 1719, 1722, 1723 und 1739.
Folgende Werke, insbesondere Kantaten für besondere Anlässe, sind hervorzuheben:
- Weinender Petrus (1722)
- Das unter Nebucadnezar, dem König zu Babylon gedrückte doch erquickte Zion (1732)
- Huldigungsmusiken: 1727, 1728, 1730, 1731
- Erfreuliches Lob- und Danck-Opfer dem großen Gott zu Ehren bey dem erneuerten Denckmal der vor Dreyhundert Jahren erfundenen Edlen Buchdrucker-Kunst (1740)
- Messen und Psalmen
- Sterbemotetten
- Werke für Soloinstrumente
- Orchesterwerke